# Los Gálvez (Albondón)
Los Gálvez es una localidad y pedanía española perteneciente al municipio de Albondón, en la provincia de Granada. Está situada en la parte nororiental de la comarca de la Costa Granadina. Cerca de esta localidad se encuentran los núcleos de Albondón capital, Albuñol y Loma del Aire.

## Demografía
Según el Instituto Nacional de Estadística de España, en el año 2023 Los Gálvez contaba con 11 habitantes censados, lo que representa el 1,5% de la población total del municipio.

### Evolución de la población
| Gráfica de evolución demográfica de Los Gálvez entre 2013 y 2023 |
|                                                                  |
| Datos según el nomenclátor publicado por el INE.                 |

## Comunicaciones

### Carreteras
La principal vía de comunicación que transcurre por esta localidad es:
| Identificador | Denominación                    | Itinerario         |
| ------------- | ------------------------------- | ------------------ |
| A-345         | Carretera de Cádiar a La Rábita | Cádiar - La Rábita |

Algunas distancias entre Los Gálvez y otras ciudades:
| Ciudades | Distancia (km) |
| -------- | -------------- |
| Albondón | 3              |
| Motril   | 51             |
| Almería  | 81             |
| Granada  | 109            |
| Jaén     | 200            |
| Murcia   | 300            |